# Khalistan Zindabad Force
Die Khalistan Zindabad Force (Panjabi ਖ਼ਾਲਿਸਤਾਨ ਜ਼ਿੰਦਾਬਾਦ ਫ਼ੋਰਸ; kurz KZF) ist eine separatistische militante Organisation der Khalistan-Bewegung im indischen Bundesstaat Punjab. Ihr Ziel ist die Errichtung eines souveränen Sikh-Staates mit dem Namen Khalistan durch bewaffneten Kampf. Die Gruppe wird unter anderem in Indien und von der Europäischen Union als Terrororganisation eingestuft. Die KZF gilt unter anderem als Drahtzieher für eine Bombenexplosion im Jahr 2006 am Interstate Bus Terminus in Jalandhar. Die Gruppierung wird auch für den Terroranschlag auf den Ravidass-Tempel in Wien im Mai 2009 verantwortlich gemacht. Der Anschlag löste Unruhen in ganz Nordindien aus.